# Natan Rakhline
Natan Grigorievitch Rakhline (en russe : Натан Григорьевич Рахлин ; en ukrainien : Натан Григорович Рахлін), né le 10 janvier 1906 du calendrier grégorien (28 décembre 1905 du calendrier julien) à Snovsk près de Tchernihiv et mort le 28 juin 1979 à Kazan, est un chef d'orchestre ukrainien.
Il fait ses études à l'académie de musique Tchaïkovski de Kiev en 1923-1927. Il complète sa formation à l'université nationale Karpenko-Kary dont il sort diplômé en 1930.
En 1941, il est le successeur d'Alexandre Gaouk à la tête de l'Orchestre symphonique d'État de l'URSS. C'est sous sa direction que l'orchestre crée le 30 octobre 1957 la Symphonie n° 11 de Chostakovitch.
Il est également directeur artistique de l’Orchestre symphonique d'état de la République socialiste d'Ukraine (maintenant l'Orchestre symphonique national d'Ukraine) (1937-1962) et travaille comme directeur musical sur plusieurs films soviétiques.
Mort à Kazan Natan Rakhline est inhumée au cimetière Baïkov.

## Distinctions
- Artiste du peuple de l'URSS (1948)
- prix Staline (1952), pour une série de concerts
- ordre de Lénine (1951)
- Ordre de l'Insigne d'honneur (1960)
- Ordre de la révolution d'Octobre (1976)